# Конвергенција и унија
Конвергенција и унија (кат. Convergència i Unió) је каталонска изборна алијанса странака десног центра. CiU је техничка федерација две странке, Демократске конвергенције Каталоније и Демократске уније Каталоније. Председник је Артур Мас, који је и председник Каталонске владе.
CiU је националистичка партија Каталоније. ДКК је странка либералне оријентације, док је ДУК хришћанско демократска партија.
На последњим регионалним изборима у Каталонији, одржаним у новембру 2010. године CiU је освојила 38,5% гласова, што им је донело власт у овој шпанској покрајини.